# SA Tennis Open
El torneig de Johannesburg, també conegut com a SA Tennis Open, és un torneig professional de tennis que es disputa sobre pista dura. Actualment pertany a les sèries ATP World Tour 250 del circuit ATP masculí. El torneig se celebra al Montecasino de Johannesburg, Sud-àfrica, just després de l'Open d'Austràlia, al mes de febrer.
Creat l'any 1976 amb el nom de South African Open, el torneig es disputà discontínuament fins a l'any 1995, que es va cancel·lar per manca de finançament. Fins a l'any 2009, no es va tornar a restaurar —ara ja amb el nom SA Tennis Open—, però només es va celebrar durant tres anys, ja que el 2012 es va tornar a cancel·lar.

## Palmarès

### Individual masculí
| Any         | Campió               | Finalista            | Resultat                |
| ----------- | -------------------- | -------------------- | ----------------------- |
| 2011        | Kevin Anderson       | Somdev Devvarman     | 4−6, 6−3, 6−2           |
| 2010        | Feliciano López      | Stéphane Robert      | 7−5, 6−1                |
| 2009        | Jo-Wilfried Tsonga   | Jérémy Chardy        | 6−4, 7−6(5)             |
| 2008 − 1996 | No celebrat          | No celebrat          | No celebrat             |
| 1995        | Martin Sinner        | Guillaume Raoux      | 6−1, 6−4                |
| 1994        | Markus Zoecke        | Hendrik Dreekmann    | 6−4, 6−1                |
| 1993        | Aaron Krickstein (2) | Grant Stafford       | 6−3, 7−6                |
| 1992        | Aaron Krickstein     | Aleksandr Vólkov     | 6−4, 6−4                |
| 1991        | No celebrat          | No celebrat          | No celebrat             |
| 1990        | No celebrat          | No celebrat          | No celebrat             |
| 1989        | Christo van Rensburg | Paul Chamberlin      | 6−4, 7−6, 6−3           |
| 1988        | Jakob Hlasek         | Christo van Rensburg | 6−7, 6−4, 6−1, 7−6      |
| 1987        | Pat Cash             | Brad Gilbert         | 7−6, 4−6, 2−6, 6−0, 6−1 |
| 1986        | Amos Mansdorf        | Matt Anger           | 6−3, 3−6, 6−2, 7−5      |
| 1985        | Matt Anger           | Brad Gilbert         | 6−4, 3−6, 6−3, 6−2      |
| 1984        | Eliot Teltscher      | Vitas Gerulaitis     | 6−3, 6−1, 7−6           |
| 1983        | Johan Kriek          | Colin Dowdeswell     | 6−4, 4−6, 1−6, 7−5, 6−3 |
| 1982        | Vitas Gerulaitis (2) | Guillermo Vilas      | 7−6, 6−2, 4−6, 7−6      |
| 1981        | Vitas Gerulaitis     | Jeff Borowiak        | 6−4, 7−6, 6−1           |
| 1980        | Kim Warwick          | Fritz Buehning       | 6−2, 6−1, 6−2           |
| 1979        | Jose Luis Clerc      | Deon Joubert         | 6−2, 6−1                |
| 1978        | Tim Gullikson        | Harold Solomon       | 2−6, 7−6, 7−6, 6−7, 6−4 |
| 1977        | No celebrat          | No celebrat          | No celebrat             |
| 1976        | Onny Parun           | Cliff Drysdale       | 7−6, 6−3                |

### Doble masculí
| Any         | Campions                              | Finalistes                        | Resultat                  |
| ----------- | ------------------------------------- | --------------------------------- | ------------------------- |
| 2011        | James Cerretani Adil Shamasdin        | Scott Lipsky Rajeev Ram           | 6−3, 3−6, [10−7]          |
| 2010        | Rohan Bopanna Aisam-ul-Haq Qureshi    | Karol Beck Harel Levy             | 2−6, 6−3, [10−5]          |
| 2009        | James Cerretani Dick Norman           | Rik de Voest Ashley Fisher        | 6−7(7), 6−2, [14−12]      |
| 2008 − 1996 | No celebrat                           | No celebrat                       | No celebrat               |
| 1995        | Rodolphe Gilbert Guillaume Raoux      | Martin Sinner Joost Winnink       | 6−4, 3−6, 6−3             |
| 1994        | Marius Barnard Brent Haygarth         | Ellis Ferreira Grant Stafford     | 6−3, 7−5                  |
| 1993        | Lan Bale Byron Black                  | Johan de Beer Marcos Ondruska     | 7−6, 6−2                  |
| 1992        | Pieter Aldrich Danie Visser           | Wayne Ferreira Piet Norval        | 6−4, 6−4                  |
| 1991        | No celebrat                           | No celebrat                       | No celebrat               |
| 1990        | No celebrat                           | No celebrat                       | No celebrat               |
| 1989        | Luke Jensen Richey Reneberg           | Kelly Jones Joey Rive             | 6−0, 6−4                  |
| 1988        | Kevin Curren David Pate (2)           | Gary Muller Tim Wilkison          | 7−6, 6−4                  |
| 1987        | Kevin Curren David Pate               | Eric Korita Brad Pearce           | 6−4, 6−4                  |
| 1986        | Mike De Palmer Christo Van Rensburg   | Andrés Gómez Sherwood Stewart     | 3−6, 6−2, 7−6             |
| 1985        | Colin Dowdeswell Christo Van Rensburg | Amos Mansdorf Shahar Perkiss      | 3−6, 7−6, 6−4             |
| 1984        | Tracy Delatte Francisco Gonzalez      | Steve Meister Eliot Teltscher     | 7−6, 6−1                  |
| 1983        | Steve Meister Brian Teacher           | Andrés Goméz Sherwood Stewart     | 6−7, 7−6, 6−2             |
| 1982        | Brian Gottfried Frew McMillan         | Shlomo Glickstein Andrew Pattison | 6−2, 6−2                  |
| 1981        | Terry Moor John Yuill                 | Fritz Buehning Russell Simpson    | 6−3, 5−7, 6−4, 6−7, 12−10 |
| 1980        | Robert Lutz Stan Smith                | Heinz Günthardt Paul McNamee      | 6−7, 6−3, 6−4             |
| 1979        | Colin Dowdeswell Heinz Günthardt      | Raymond Moore Ilie Nastase        | 6−3, 7−6                  |
| 1978        | Peter Fleming Raymond Moore           | Bob Hewitt Frew McMillan          | 6−3, 7−6                  |
| 1977        | Bob Hewitt Frew McMillan              | Charlie Pasarell Erik Van Dillen  | 6−2, 6−0                  |
| 1976        | Marty Riessen Roscoe Tanner           | Frew McMillan Tom Okker           | 6−2, 7−5                  |